# هبتة (ناطع)

تعديل مصدري - تعديل

هبتة هي إحدى قرى عزلة ال فرج بمديرية ناطع التابعة لمحافظة البيضاء، بلغ تعداد سكانها 183 نسمة حسب تعداد اليمن لعام 2004.